# Palaina taeniolata
Palaina taeniolata là một loài minute land snail với một nắp, a terrestrial gastropoda mollusca or micromollusks in the family Diplommatinidae. Nó là loài đặc hữu của Guam.